# Christianismi restitutio
Christianismi restitutio (Restituzione del cristianesimo) è un'opera pubblicata nel 1553 dal teologo e medico spagnolo Michele Serveto (1511-1553). 

## Struttura e temi
L'opera è composta di sei parti. La I parte tratta della Trinità; la II parte del Regno di Cristo, dell'amore e della fede; la III parte della Legge ebraica, del Vangelo e della carità; le parti IV, V e VI difendono le tesi di Serveto sulla Trinità e contengono trenta lettere a Giovanni Calvino.
Nel suo libro, Serveto rifiuta la dottrina cristiana della Santissima Trinità e della predestinazione, dottrine considerate fondamentali del cristianesimo fin dai tempi di Agostino d'Ippona e poste da Giovanni Calvino al centro della sua opera principale, la Institutio christianae religionis. Serveto sosteneva che Dio non condanna nessuno che non condanni sé stesso attraverso il pensiero, la parola o l'azione. Serveto si mostra contrario anche al battesimo dei bambini, "poiché il battesimo deve essere un atto maturo e consapevole di discepolato cristiano", un approccio che lo avvicina alle posizioni anabattiste.
L'opera offre anche una trattazione estremamente dettagliata della circolazione polmonare, forse basata sulle scoperte del medico arabo Ibn al-Nafīs (XIII secolo), in termini che mettevano in discussione gli insegnamenti del celebre medico greco Galeno (II secolo d.C.).

## Conseguenze dell'opera
Dopo aver inviato una bozza della Christianismi restitutio al teologo francese Giovanni Calvino, Michele Serveto fu arrestato dall'Inquisizione a Vienne; sebbene riuscisse a scappare, fu processato il 17 giugno, condannato a morte in contumacia e bruciato in effigie. Verrà poi catturato a Ginevra,  dove, processato e giudicato colpevole di diffusione di eresie, morirà sul rogo il 27 ottobre 1553.
Quasi tutte le copie dell'opera furono bruciate poco dopo la sua pubblicazione. Sopravvissero tre copie, oggi conservate rispettivamente alla Biblioteca nazionale di Francia, alla Biblioteca dell'Università di Edimburgo e alla Biblioteca nazionale austriaca.

## Importanza scientifica
I contributi di Michele Serveto sulla circolazione polmonare nella Christianismi restitutio sono spesso riconosciuti come la descrizione più accurata e completa dell'epoca della piccola circolazione. È possibile che il suo lavoro si basasse su quello del medico musulmano Ibn al-Nafīs (1213-1288), il primo a descrivere accuratamente la circolazione polmonare umana e a teorizzare l'esistenza di reti capillari. Poiché il testo di Serveto risultò a lungo perduto, la funzione della circolazione polmonare fu dimenticata, fino a quando il medico inglese William Harvey (1578-1657) non pubblicò il De motu cordis (1628).